# Dexosarcophaga guyi
Dexosarcophaga guyi är en tvåvingeart som beskrevs av Mello-patiu 2000. Dexosarcophaga guyi ingår i släktet Dexosarcophaga och familjen köttflugor.
Artens utbredningsområde är Nicaragua. Inga underarter finns listade i Catalogue of Life.